# 東山駅 (奈良県)
東山駅（ひがしやまえき）は、奈良県生駒市東山町にある、近畿日本鉄道（近鉄）生駒線の駅。駅番号はG22。
副駅名は近畿大学奈良病院・菊美台住宅地。

## 歴史
1927年に臨時駅の茸山駅（たけやまえき）として開業した。その後生駒線沿線は大阪のベッドタウンとして開発が進行し、当駅周辺でも住宅地の開発が行われることになったため、1993年に路線の曲線改良工事の一環で東に約60メートル移設された。移設に伴い鉄骨平屋建ての駅舎と相対式ホーム2面が新たに設置されている。

### 年表
- 1927年（昭和2年）9月21日：信貴生駒電鉄の元山上口 - 南生駒間に、秋の観楓や茸狩りの旅客の便宜を図るため[3]臨時駅の茸山駅として開業[4]。
- 1951年（昭和26年）9月10日：臨時駅から常置駅に昇格し、東山駅に改称[4]。
- 1964年（昭和39年）10月1日：近畿日本鉄道が信貴生駒電鉄を合併。近鉄生駒線の駅となる[5]。
- 1993年（平成5年）
  - 1月29日：元山上口 - 萩の台間の線路を短絡化、当駅移設[1][2]。
  - 3月17日：当駅 - 萩の台間複線化[2]。
- 2007年（平成19年）4月1日：PiTaPa使用開始[6]。
- 2021年（令和3年）10月1日以降時期不明：終日無人駅化[7]。

## 駅構造

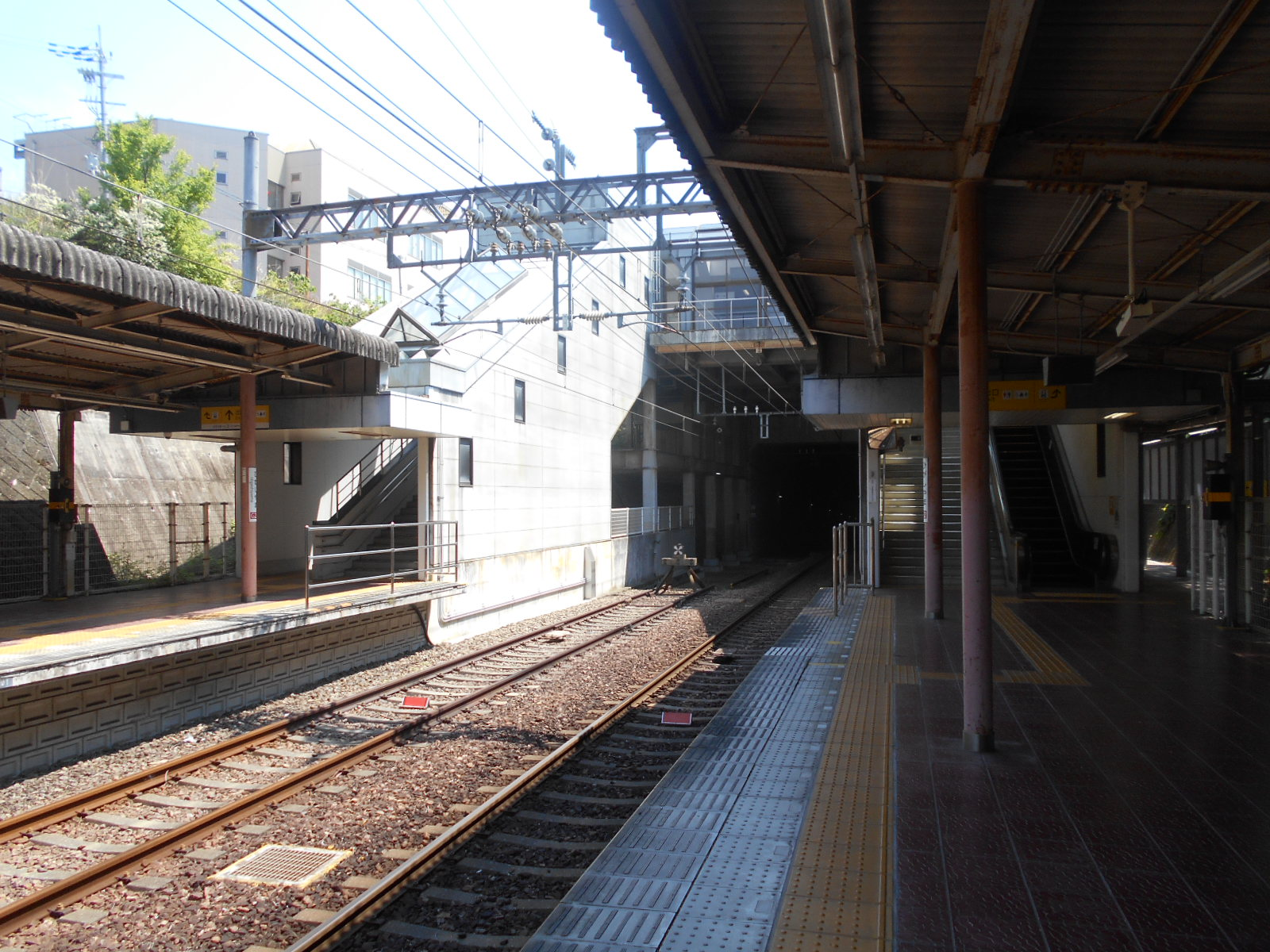
2番ホームから王寺寄りを見る（1番線に車止めがある）

相対式2面2線のホームを持つ橋上駅。掘割に立地しているため、改札口および駅出入口（1か所のみ）が地平レベルとなっている。相対式ホームでありながら1番のりばの線路は王寺方（南端）が行き止まりのため、原則として上下列車とも2番のりばを使用し、1番のりばは生駒駅 - 当駅間を結ぶ区間列車の専用ホームとなっている（折返し列車のない時間帯は閉鎖される）。このため当駅での列車行き違いは不可能である。ただし王寺方のトンネル部分は複線化もしくは交換駅化に対応可能な構造で建設されている。

### のりば
| のりば | 路線     | 方向 | 行先     | 備考             |
| ------ | -------- | ---- | -------- | ---------------- |
| 1      | G 生駒線 | 上り | 生駒方面 | 当駅折り返し専用 |
| 2      | G 生駒線 | 上り | 生駒方面 | 王寺からの列車   |
| 2      | G 生駒線 | 下り | 王寺方面 |                  |

## 特徴
- 元々、平日朝ラッシュ時の生駒方面からの一部の列車がこの駅で折り返していた。2017年の台風21号で勢野北口 - 竜田川間で土砂崩れが発生し、それによる運休から復旧した後は朝と夕方以降の一部列車が当駅で折り返しとなっている。
- 生駒駅管理の無人駅で、PiTaPa・ICOCA対応の自動改札機および自動精算機（回数券カードおよびICカードのチャージに対応）が設置されている。
- 生駒線では当駅から生駒寄りの各駅にて、大阪難波駅経由の阪神電鉄線連絡乗車券が購入できる。阪神電鉄線内からの近鉄連絡乗車券も当駅までしか購入できない。

## 利用状況
近年における当駅の1日乗降人員の調査結果は以下の通り。かつて近鉄不動産による宅地造成が行われるまで駅周辺には殆ど何もなく、線内でも非常に利用客の少ない駅であった。
- 2023年11月7日：3,034人
- 2022年11月8日：2,991人
- 2021年11月9日：2,959人
- 2018年11月13日：3,761人
- 2015年11月10日：3,802人
- 2012年11月13日：3,566人
- 2010年11月9日：3,761人
- 2008年11月18日：3,875人
- 2005年11月8日：3,844人

## 駅周辺

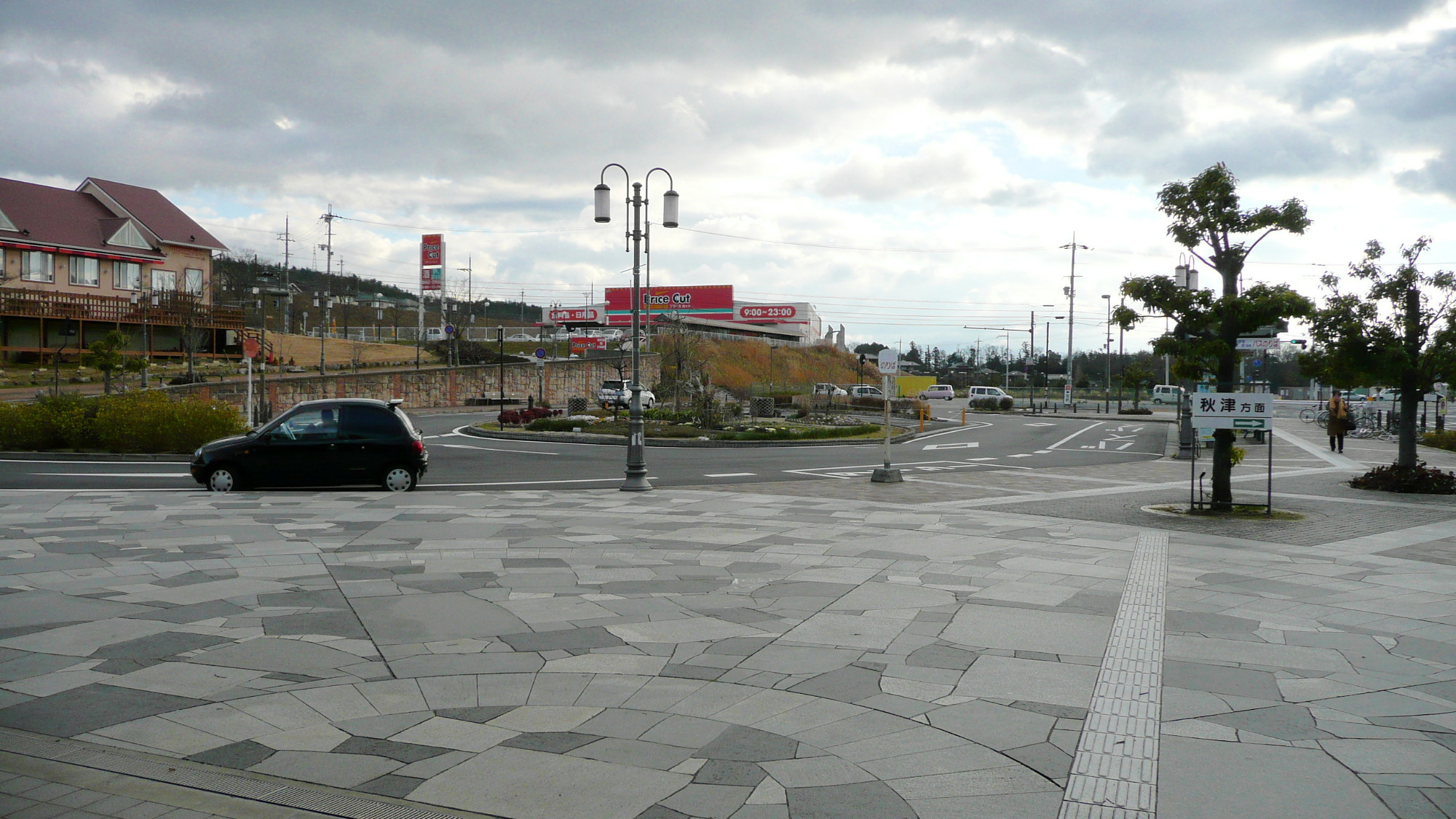
駅前広場

- 菊美台住宅地
- 近畿大学奈良病院
- 音の花温泉
- 国道168号
- プライスカット生駒東山店
- コメリ平群店
- 平群北公園
- ブックオフ東山店

## バス路線
エヌシーバス（東山駅バス停） ※2009年12月24日時点の運行路線
- 96系統：近畿大学奈良病院 行（菊美台四丁目経由）
- 97系統：東山駅→中央公園北→南公園前→北小学校前→緑ヶ丘北→東山駅（緑ヶ丘循環）

平群町コミュニティバス
- 北ルート（長屋くん号）：上庄・平群駅・椹原方面 - 1日4往復
- 西山間ルート：福貴畑方面 - 1日2.5往復

## 隣の駅
近畿日本鉄道
G 生駒線
萩の台駅 (G21) - 東山駅 (G22) - 元山上口駅 (G23)